# Баржемон
Баржемон (фр. Bargemon) је насељено место у Француској у региону Прованса-Алпи-Азурна обала, у департману Вар.
По подацима из 2011. године у општини је живело 1512 становника, а густина насељености је износила 43,03 становника/km².

## Демографија
| 1962. | 1968. | 1975. | 1982. | 1990. | 2011. |
| ----- | ----- | ----- | ----- | ----- | ----- |
| 668   | 829   | 812   | 1.110 | 1.069 | 1.512 |